# Endproduktrepression
Die Endproduktrepression ist eine Form der Genregulation bei Bakterien. Das Endprodukt einer Reaktionskette sorgt dafür, dass die Enzyme, die für seine Synthese gebraucht werden, in der Proteinbiosynthese nicht mehr gebildet werden. Dabei kann ein inaktiver Repressor durch das Endprodukt in seine aktive Form übergeführt werden. Dieser Repressor sorgt dann dafür, dass die RNA-Polymerase die Transkription nicht mehr durchführen kann.